# Hildegard Dinclau
Hildegard Maria Dinclau, född 1890 i Stockholm, död 1974, var en svensk konsthantverkare. 
Dinclau studerade vid Högre konstindustriella skolan i Stockholm och under vistelser utomlands. Hennes konst består av textilarbeten till kyrkor och sjukhus där hon har formgett mattor och möbeltyger. Dinclau är representerad vid Nationalmuseum i Stockholm.